# Cípsela (Trácia)

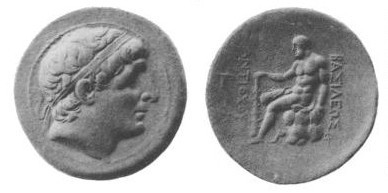
Dracma com efígie de

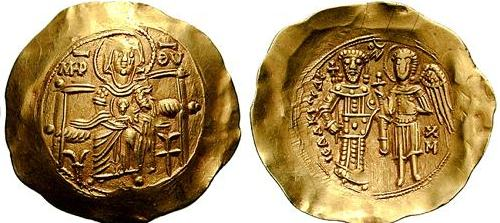
Hipérpiro com efígie de (r. 1185–1195; 1203–1204)

Cípsela (em grego: Κύψελα; romaniz.: Kýpsela; lit. arca) foi uma antiga cidade grega da Trácia localizava sobre o rio Hebro. Atualmente seu sítio está situado na moderna cidade turca de İpsala, na zona onde uma ponte conduz a rodovia que atravessa a atual fronteira entre Grécia e Turquia.

## História

### Antiguidade
Durante a Antiguidade era uma cidade-fortaleza e desempenhou um importante papel na defesa do Hebro contra os trácios. Cunhou suas próprias moedas de bronze e estudos comparativos de estilo, iconografia e cronologia sugerem um período de dependência a Eno e um período de alto-governo seguido pelo domínio odrísio ao menos desde c. 390–380 a.C.. Estima-se que com o tempo teria se tornado residência tradicional dos reis e dinastas odrísios.
Durante o reinado do rei selêucida Antíoco II Teos (r. 261–246 a.C.), uma campanha foi realizada contra a Trácia e dentre as cidades afetadas estava Cípsela, que foi cercada pelas tropas selêucidas. Segundo o historiador macedônio Polieno:
| “ | Antíoco estava sitiando Cípsela, uma cidade trácia. Estava acompanhado por muitos aristocratas trácios, liderados por Teres e Dramiquetes. Tendo decorado-os com colares dourados e armas cravejadas a prata, ele levou-os a batalha. Os homens de Cípsela, quando viram homens de sua própria raça e língua adornados com tanto ouro e prata, consideraram os homens do exército de Antíoco afortunados, jogaram suas armas, foram até Antíoco, e tornaram-se aliados ao invés de inimigos. | ” |

Antíoco II colocou a administração da Trácia sob o comando de Adeu, um general semi-independente alinhado aos selêucidas, que tomou como sede de seu governo Cípsela. Mais adiante, com a anexação romana do Reino da Macedônia em 146 a.C. e a formação da província homônima, a importante Via Egnácia, que ligava a Ilíria desde Dirráquio e Apolônia até Salonica na Calcídica, foi estendida até Cípsela, que passou a servir como terminal oriental e base para as vindouras operações militares romanas na Trácia. Mais adiante, contudo, a Via Egnácia foi estendida ainda mais a leste, até Bizâncio no Bósforo.

### Idade Média
No período romano tardio e bizantino inicial, Cípsela pertenceu à província de Ródope, cuja capital e sé metropolitana era Trajanópolis. Do século VII em diante, o bispado de Cípsela, inicialmente sufragâneo de Trajanópolis, aparece no Notitiae Episcopatuum como uma arquidiocese autocéfala. Seus bispos Jorge e Teofilacto estiveram presentes, respectivamente, no Segundo Concílio de Constantinopla (553) e o Segundo Concílio de Niceia (787). Outro bispo, chamado Estêvão, esteve no Quarto Concílio Católico (869) e o Quarto Concílio Ortodoxo (879) de Constantinopla. Não mais um bispado residencial, Cípsela é atualmente listada dentre as sés titulares da Igreja Católica.
Em 1085, durante o reinado do imperador bizantino Isaac II Ângelo (r. 1185–1195; 1203–1204), uma revolta liderada pelos futuros Pedro IV da Bulgária (r. 1085–1097) e João Asen I da Bulgária (r. 1089–1096) eclodiu nas regiões búlgaras do Império Bizantino. Os revoltosos dirigiram-se a figura imperial, que à época estava estacionado em Cípsela, exigindo um pronoia, porém seu pedido foi recusado. Mais adiante, após a Queda de Galípoli em 1354, a maior parte da Trácia bizantina foi conquistada pelo Império Otomano de Orcano I (r. 1327–1362).